# Джонатан Фрейкс
Джонатан Скот Фрейкс (на английски: Jonathan Scott Frakes; роден на 19 август 1952 в Белфонт, Пенсилвания, САЩ) е амеракински актьор. Става известен с ролята си в сериала „Стар Трек: Следващото поколение“.

## Биография
Джонатан израства в град Бетлехем (Витлеем). Завършва Wниверситета на щата Пенсилвания, а след това и Харвард.
Започва актьорска кариера в Ню Йорк. Преди да получи ролята на командир Райкър в сериала „Стар Трек: Следващото поколение“, Джонатан играе в няколко сериала: „Falcon Crest“ (1981), „Bare Essence“ (1982), „Paper Dolls“ (1984), „The Doctors“ (1977). Фрейкс играе също и в сериала „Севера и Юга“ (1985), където си партнира с Патрик Суейзи и Джеймс Рийд.
Появява се в 4 Стар Трек сериала – Стар Трек: Следващото поколение, Стар Трек: Космическа станция 9, Стар Трек: Вояджър и Стар Трек: Ентърпрайз). Също е режисирал и епизоди в 3 от тях (TNG, DS9 и VOY)
Фрейкс участва и в записа на музикалния албум Hoist, където свири на тромбон. За няколко сезона е водещ на шоуто Beyond Belief: Fact or Fiction.

## Частична филмография

### Пълнометражни филми
- The Librarian: Return to King Solomon's Mines (2006)
- Гръмотевични птици (2004)
- Да спреш времето (2002)
- Стар Трек X: Възмездието (2002)
- Стар Трек IX: Бунтът (1998)
- Стар Трек VIII: Първи контакт (1996)
- Стар Трек VII: Космически поколения (1994)

### Телевизионни сериали
- Стар Трек: Ентърпрайз
- Стар Трек: Вояджър
- Стар Трек: Космическа станция 9
- Стар Трек: Следващото поколение
- North and South
- Bare Essence
- Beulah Land
- Lois & Clark
- Dukes of Hazzard
- The Waltons

## Режисьорска работа
1. Стар Трек VIII: Първи контакт – 1996
2. Стар Трек IX: Бунтът – 1998
3. Да спреш времето – 2002
4. Гръмотевични птици – 2004
5. The Librarian: Return to King Solomon's Mines – 2006